# And the Forests Dream Eternally/Forbidden Spaces
And the Forests Dream Eternally/Forbidden Spaces – split album, polskich grup muzycznych Behemoth oraz Damnation, wydany 1997 roku nakładem wytwórni muzycznej Last Episode. Na płycie znalazły się nagrania pochodzące z minialbumu And the Forests Dream Eternally (1994) - Behemoth oraz dema Forbidden Spaces (1994) - Damnation.

## Lista utworów
Opracowano na podstawie materiału źródłowego. 
| Behemoth - And The Forest Dream Eternally | Behemoth - And The Forest Dream Eternally | Behemoth - And The Forest Dream Eternally | Behemoth - And The Forest Dream Eternally | Behemoth - And The Forest Dream Eternally |
| Nr                                        | Tytuł utworu                              | Słowa                                     | Muzyka                                    | Długość                                   |
| ----------------------------------------- | ----------------------------------------- | ----------------------------------------- | ----------------------------------------- | ----------------------------------------- |
| 1.                                        | „Transylvanian Forest”                    | Adam Darski                               | Adam Darski                               | 5:35                                      |
| 2.                                        | „Moonspell Rites”                         | Adam Darski                               | Adam Darski                               | 6:01                                      |
| 3.                                        | „Sventevith (Storming Near the Baltic)”   | Adam Darski                               | Adam Darski                               | 6:08                                      |
| 4.                                        | „Pure Evil and Hate”                      | Adam Darski                               | Adam Darski                               | 3:09                                      |
| 5.                                        | „Forgotten Empire of Dark Witchcraft”     | Adam Darski                               | Adam Darski                               | 4:12                                      |
|                                           |                                           |                                           |                                           | 25:05                                     |

| Damnation - Forbidden Spaces | Damnation - Forbidden Spaces | Damnation - Forbidden Spaces | Damnation - Forbidden Spaces | Damnation - Forbidden Spaces |
| Nr                           | Tytuł utworu                 | Słowa                        | Muzyka                       | Długość                      |
| ---------------------------- | ---------------------------- | ---------------------------- | ---------------------------- | ---------------------------- |
| 1.                           | „Pagan Prayer”               | Wawrzyn Chyliński            | Leszek Dziegielewski         | 4:39                         |
| 2.                           | „Forbidden Spaces”           | Wawrzyn Chyliński            | Leszek Dziegielewski         | 4:37                         |
| 3.                           | „Time of Prophets”           | Leszek Dziegielewski         | Leszek Dziegielewski         | 4:55                         |
| 4.                           | „The Rulling Truth”          | E.L.                         | Leszek Dziegielewski         | 6:45                         |
|                              |                              |                              |                              | 20:56                        |

## Twórcy
Opracowano na podstawie materiału źródłowego.
| Zespół Damnation w składzie - Leszek "Les" Dziegielewski - śpiew, gitara, keyboard - Bartłomiej "Bart" Szudek - gitara - Artur "Arthus" Wróblewski - gitara basowa - Wawrzyn "Varien" Chyliński - perkusja Zespół Behemoth w składzie - Adam "Nergal" Darski - śpiew, gitara, gitara basowa, perkusja (utwór 5) - Adam "Baal" Muraszko - perkusja |  | Inni - Christophe Szpajdel - logo Damnation - Vox Mortis Logart Studio - dizajn, oprawa graficzna |

## Wydania
| Rok  | Nr katalogowy | Format | Wytwórnia            | Region | Źródło      |
| ---- | ------------- | ------ | -------------------- | ------ | ----------- |
| 1997 | LEP 014       | CD     | Last Episode Records | Niemcy | [ 3 ]       |
| 1997 | LA 973        | MC     | Vox Mortis Records   | Polska | [ 2 ] [ 4 ] |